# Neoserica clypeata
Neoserica clypeata är en skalbaggsart som beskrevs av Leon Fairmaire 1893. Neoserica clypeata ingår i släktet Neoserica och familjen Melolonthidae. Inga underarter finns listade i Catalogue of Life.